# Martina Ratej
Martina Ratej (* 2. November 1981 in Loče, Slovenske Konjice) ist eine slowenische Leichtathletin, die sich auf den Speerwurf spezialisiert hat und aktuell Inhaberin des Landesrekordes ist.

## Sportliche Laufbahn
Erste internationale Erfahrungen sammelte Martina Ratej 2000 bei den Juniorenweltmeisterschaften in Santiago de Chile, bei denen aber mit einer Weite von 46,83 m in der Qualifikation ausschied. 2006 nahm sie an den Europameisterschaften in Göteborg und 2008 an den Olympischen Spielen in Peking teil, wo sie aber mit 55,49 m bzw. 55,30 m jeweils das Finale verpasste. 2009 gewann sie bei den Mittelmeerspielen in Pescara mit 59,08 m die Bronzemedaille und musste sich damit der Griechin Savva Lika und Zahra Bani aus Italien geschlagen geben. Sie qualifizierte sich zudem erstmals für die Weltmeisterschaften in Berlin, bei denen sie mit 57,57 m im Finale auf Rang elfte gelangte. Im Jahr darauf gelangte sie auch bei den Europameisterschaften in Barcelona und belegte dort mit einem Wurf auf 60,99 m Rang sechs, wie auch bei den Weltmeisterschaften 2011 im südkoreanischen Daegu mit 61,65 m. Bei den Europameisterschaften 2012 in Helsinki schied sie mit 51,69 m in der Qualifikation aus, konnte sich aber dennoch für die Olympischen Spiele in London qualifizieren, bei denen sie mit 61,62 m im Finale den siebten Platz belegte.
2013 siegte sie bei den Mittelmeerspielen in Mersin mit 60,28 m und schied anschließend bei den Weltmeisterschaften in Moskau mit 57,95 m in der Qualifikation aus. 2014 belegte sie bei den Europameisterschaften in Zürich mit einer Weite von 61,58 m Platz sechs, während sie 2015 bei den Weltmeisterschaften in Peking mit 59,76 m abermals in der Qualifikation ausschied. 2016 wurde sie bei den Europameisterschaften in Amsterdam mit 60,65 m erneut Sechste und schied bei ihren dritten Olympischen Spielen in Rio de Janeiro mit 59,76 m in der Qualifikation aus. Im Jahr darauf gelangte sie bei den Weltmeisterschaften in London bis in das Finale, in dem sie mit 61,05 m Neunte wurde. Bei den Leichtathletik-Europameisterschaften 2018 in Berlin verpasste sie mit 61,41 m als Vierte eine Medaille und im Jahr darauf erreichte sie bei den Weltmeisterschaften in Doha mit 58,98 m im Finale Rang zehn.
2020 wurde Ratej bei einer Doping-Nachuntersuchung der Olympischen Spiele 2012 positiv getestet und daraufhin suspendiert und mit einer zweijährigen Sperre belegt. Nach Ablauf ihrer Sperre belegte sie 2022 bei den Europameisterschaften in München mit 59,36 m den fünften Platz. Im Jahr darauf wurde sie bei der 2. Liga der Team-Europameisterschaft im Zuge der Europaspiele in Chorzów mit 56,14 m Siebte und anschließend gewann sie bei den Balkan-Meisterschaften in Kraljevo mit 58,58 m die Silbermedaille hinter der Serbin Adriana Vilagoš. Im August schied sie bei den Weltmeisterschaften in Budapest mit 54,41 m in der Qualifikationsrunde aus. 2024 verpasste sie bei den Europameisterschaften in Rom mit 56,34 m den Finaleinzug.
Von 2005 bis 2014 sowie 2016 und 2017 sowie 2019, 2022 und 2023 wurde Ratej slowenische Meisterin im Speerwurf.